# Албион (Ајова)
Албион (енгл. Albion) град је у америчкој савезној држави Ајова. По попису становништва из 2010. у њему је живело 505 становника.

## Демографија
Према попису становништва из 2010. у граду је живело 505 становника, што је -87 (-14.7%) становника више него 2000. године.
| Група             | 2000.       | 2010.       |
| Белци             | 580 (98,0%) | 485 (96,0%) |
| Афроамериканци    | 0 (0,0%)    | 1 (0,2%)    |
| Азијати           | 4 (0,7%)    | 0 (0,0%)    |
| Хиспаноамериканци | 6 (1,0%)    | 9 (1,8%)    |
| Укупно            | 592         | 505         |